# Shin’ya Aikawa
Shin’ya Aikawa (japanisch 相川 進也 Aikawa Shin’ya; * 26. Juli 1983 in der Präfektur Saitama) ist ein ehemaliger japanischer Fußballspieler.

## Karriere
Aikawa erlernte das Fußballspielen in der Schulmannschaft der Maebashi Ikei High School. Seinen ersten Vertrag unterschrieb er 2002 bei den Consadole Sapporo. Der Verein spielte in der höchsten Liga des Landes, der J1 League. Am Ende der Saison 2002 stieg der Verein in die J2 League ab. Für den Verein absolvierte er 133 Ligaspiele. 2007 wechselte er zum Drittligisten FC Gifu. Am Ende der Saison 2007 stieg der Verein in die J2 League auf. Für den Verein absolvierte er 22 Ligaspiele. Ende 2008 beendete er seine Karriere als Fußballspieler.

## Statistik
| Club Performance | Club Performance  | Club Performance | League | League | Cup           | Cup           | League Cup   | League Cup   | Gesamt | Gesamt |
| Saison           | Club              | League           | Apps   | Tore   | Apps          | Tore          | Apps         | Tore         | Apps   | Tore   |
| Japan            | Japan             | Japan            | League | League | Emperor’s Cup | Emperor’s Cup | J.League Cup | J.League Cup | Gesamt | Gesamt |
| ---------------- | ----------------- | ---------------- | ------ | ------ | ------------- | ------------- | ------------ | ------------ | ------ | ------ |
| 2002             | Consadole Sapporo | J1 League        | 4      | 2      | 0             | 0             | 1            | 0            | 5      | 2      |
| 2003             | Consadole Sapporo | J2 League        | 11     | 0      | 2             | 1             | -            | -            | 13     | 1      |
| 2004             | Consadole Sapporo | J2 League        | 40     | 7      | 3             | 1             | -            | -            | 43     | 8      |
| 2005             | Consadole Sapporo | J2 League        | 34     | 9      | 1             | 0             | -            | -            | 35     | 9      |
| 2006             | Consadole Sapporo | J2 League        | 35     | 9      | 4             | 4             | -            | -            | 39     | 13     |
| 2007             | Consadole Sapporo | J2 League        | 9      | 1      | 0             | 0             | -            | -            | 9      | 1      |
| 2007             | FC Gifu           | Football League  | 8      | 4      | 0             | 0             | -            | -            | 8      | 4      |
| 2008             | FC Gifu           | J2 League        | 14     | 1      | 2             | 1             | -            | -            | 16     | 2      |
| Total            | Total             | Total            | 155    | 33     | 12            | 7             | 1            | 0            | 168    | 40     |